# Wędrówki z dinozaurami (film 2013)
Wędrówki z dinozaurami (ang. Walking with Dinosaurs) – australijsko-amerykańsko-brytyjski film animowany z 2013 roku w reżyserii Neila Nightingale'a i Barry'ego Cooka. Jest to kinowa wersja brytyjskiego serialu dokumentalnego Wędrówki z dinozaurami, wyprodukowanego przez telewizję BBC w 1999 roku.
Światowa premiera filmu nastąpiła 14 grudnia 2013 roku podczas Międzynarodowego Festiwalu Filmowego w Dubaju. W Polsce premiera filmu odbyła się 3 stycznia 2014 roku.

## Opis fabuły
Patchi jest pachyrinozaurem, czyli grubonosym jaszczurem. Jest odważny i ma dobre serce. Wraz z ojcem Buldożerem i bratem Gniewkiem żyje na obszarze dzisiejszej Alaski w ostatnim okresie ery mezozoicznej. Kiedy w czasie corocznej migracji ginie w trakcie pożaru lasu jego ojciec, dinozaur zostaje sam z bratem, z którym często się kłóci. Gniewko to typ samca alfa, który jest egoistą i bardziej zależy mu na udowadnianiu odwagi niż prawdziwym niesieniu pomocy. Przeciwieństwem Gniewka jest Aleks, prehistoryczny ptak o ogromnym poczuciu humoru, z którym Patchi się zaprzyjaźnia. Wkrótce młody zwierzak zakochuje się w Juni. Musi jednak zwalczyć wrodzoną nieśmiałość, by zrobić na niej wrażenie. Opowieść jest kinową wersją serialu BBC o prehistorycznych gadach. Dzięki współpracy z paleontologami, twórcy pokazali dinozaury w realistyczny sposób i bardzo wiernie odtworzyli świat, w którym żyły.

## Zwierzęta pojawiające się w filmie
- Pachyrhinosaurus
- Alexornis
- Gorgosaurus
- Edmontosaurus
- Alphadon
- Chirostenotes
- Edmontonia
- Hesperonychus
- Parksosaurus
- Quetzalcoatlus
- Troodon

## Obsada
- John Leguizamo – Aleks
- Justin Long – Paczi
- Tiya Sircar – Juni
- Skyler Stone – Gniewko
- Karl Urban – wujek Zack
- Charlie Rowe – Ricky
- Angourie Rice – Jade

## Wersja polska
- Bartosz Opania – Aleks
- Bartosz Obuchowicz – Paczi
- Paweł Ciołkosz –
  - Gniewko,
  - prezenter radiowy
- Lidia Sadowa – Juni
- Mateusz Narloch – Ricky
- Jan Aleksandrowicz-Krasko – Wujek Zack
- Karolina Mogielnicka –
  - Jade,
  - dziecięcy lektor
- Kuba Pietraszko – dziecięcy lektor